# Bedrijvenpark De President
Het Bedrijvenpark De President, ook wel President, is een bedrijventerrein aan de zuidkant van Hoofddorp. Het bedrijvenpark ligt in de driehoek Amsterdam-Haarlem-Leiden en ligt in het midden van Haarlemmermeer, op 5 kilometer van de luchthaven Schiphol.

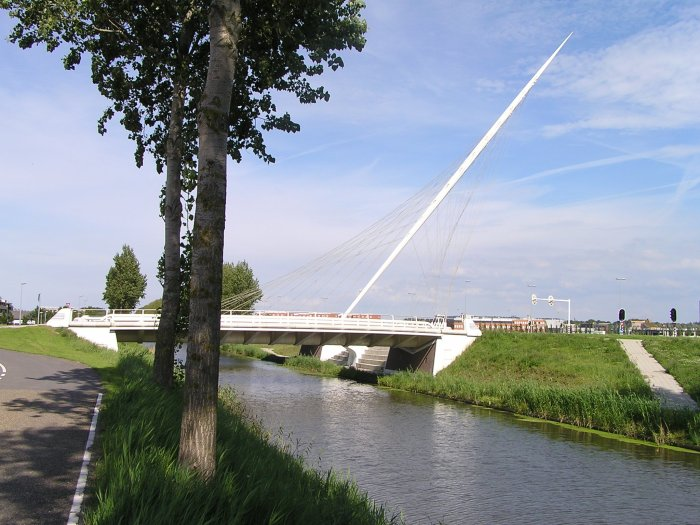
De Calatravabrug de Luit, de hoofdtoegang tot De President. De pyloon rechts wijst over de Hoofdweg Oostzijde heen naar de Johan Enschedélaan

Het park omvat in totaal ca. 100 hectare grond, die in twee fasen ontwikkeld wordt door de gemeente Haarlemmermeer en de Schiphol Area Development Company tot ongeveer 70 hectare door bedrijven te gebruiken oppervlak. De uitgifte vindt plaats vanaf het bestaande bedrijventerrein Graan voor Visch-Zuid, in zuidwestelijke richting.
Sinds 2007 is de ambulancepost van "Ambulance Amsterdam Kennemerland" (vroeger VZA) gevestigd aan de Jacobus Spijkerdreef op De President.
Het Haarlemmer poldergrid van kavels en sloten is gebruikt als landschappelijke onderlegger voor het bedrijvenpark De President. In het hart van het bedrijventerrein ligt een collectief parkgebied: ‘De Presidentshof’. Dit park doorbreekt de rigide polderstructuur van het bedrijventerrein en vormt een contrast door zijn organische vormgeving. Voor een doorgaande fietsroute en de autoverbindingen binnen het bedrijvenpark zijn twaalf bruggen gerealiseerd; negen bruggen voor langzaam verkeer en drie autobruggen. Bij het ontwerp van Simone Drost Architecture stond de ontmoeting en verbinding tussen polder en park centraal. Inspiratie is geput uit het omliggende polderlandschap en uit boomstam-bruggen en uit de eeuwenoude uitgekerfde graffitikunst in bomen.
In het bedrijvengebied had de gemeente Haarlemmermeer ook een Sporthal "De President" gepland. In 2002 is dat plan afgeblazen. In 2010 is alsnog besloten, nu in het kader van het plan "Zuidrand", tot een nieuw "Huis van de Sport", iets westelijker gelegen, bij de wijk Floriande.
De belangrijkste ontsluitingsweg is de Johan Enschedélaan. Deze verbindt met aan de ene kant de Hoofdweg (N520), bij de Calatravabrug de Luit over de Hoofdvaart, en aan de andere kant de Ringweg Hoofddorp (Spoorlaan).

## Historie
De naam "De President" was de naam van de boerderij die D.Th. Gevers van Endegeest had laten bouwen aan de Hoofdweg (Oostzijde) 900. Gevers was voorzitter (president) van de Commissie van Beheer en Toezicht over de Droogmaking van het Haarlemmermeer. Vanaf 1885 (of eerder) tot 1995 was hier een landbouwbedrijf met 180 ha grond gevestigd. De boerderij is gesloopt.